# کیم دایرکتور
کیم دایرکتور (انگلیسی: Kim Director؛ زادهٔ ۱۳ نوامبر ۱۹۷۷) یک هنرپیشه اهل ایالات متحده آمریکا است.

## گزیده فیلمشناسی
از فیلم‌ها یا برنامه‌های تلویزیونی که وی در آن نقش داشته‌است می‌توان به آثار زیر اشاره کرد.
- او بازی را برد (۱۹۹۸)
- تابستان سام (۱۹۹۹)
- گول خورده (۲۰۰۰)
- کتاب سایه‌ها: جادوگر بلر ۲ (۲۰۰۰)
- او از من متنفر است (۲۰۰۴)
- نفوذی (فیلم ۲۰۰۶) (۲۰۰۶)
- سکس و سیتی (۲۰۰۳)
- سی‌اس‌آی: میامی (۲۰۰۶)
- زندگی (سریال آمریکایی) (۲۰۰۸)
- پرونده سرد (۲۰۰۸)
- نارنجی مد جدید است (۲۰۱۳)
- همسر خوب (۲۰۱۴)
- گاتهام (مجموعه تلویزیونی) (۲۰۱۴)
- ابتدایی (مجموعه تلویزیونی) (۲۰۱۶)
- دوز (مجموعه تلویزیونی) (۲۰۱۷–۲۰۱۹)